# Verticillium albo-atrum
Verticillium albo-atrum är en svampart som beskrevs av Reinke & Berthold 1879. Verticillium albo-atrum ingår i släktet Verticillium och familjen Plectosphaerellaceae.   Inga underarter finns listade i Catalogue of Life.